# Jean-Christophe Napoléon
Succession
Prétendant au trône impérial français
Depuis le 3 mai 1997
(28 ans, 1 mois et 15 jours)
Jean-Christophe Napoléon Bonaparte, dit Jean-Christophe Napoléon, né le 11 juillet 1986 à Saint-Raphaël (France), est un membre de la famille Bonaparte. Il est l’actuel prétendant au trône impérial français et porte le titre de courtoisie de prince Napoléon. 
Diplômé d'HEC Paris et de Harvard, il réside aujourd'hui à Londres, où il travaille comme gestionnaire de capitaux privés.

## Biographie

### Famille et parentés dynastiques
Jean-Christophe est le second enfant et l'unique fils du prince Charles Bonaparte, fils de Louis, prince Napoléon (chef de la maison impériale de France de 1926 à 1997), et de la princesse Béatrice de Bourbon des Deux-Siciles, princesse des Deux-Siciles, fille aînée de Ferdinand, duc de Castro (prétendant au trône des Deux-Siciles, branche cadette, de 1973 à 2008).
Ses parents divorcent en 1989 après onze années de mariage. Il a une sœur aînée, la princesse Caroline Napoléon Bonaparte, née le 24 octobre 1980, et, du second mariage de son père, deux demi-sœurs, Sophie Bonaparte, née le 18 avril 1992, et Anh Bonaparte, née le 22 avril 1998 (fille adoptive).
Chef de la famille Bonaparte,, il est apparenté :
- à la maison de Bourbon (prétendante légitimiste au trône de France) et à la maison de Bourbon-Anjou (branche cadette des Bourbons) par sa mère, descendante agnatique des rois des Deux-Siciles issus d'un petit-fils de Philippe V d'Espagne ;
- à la maison de Belgique (Saxe-Cobourg-Gotha), à la maison d'Orléans et à la maison de Habsbourg-Lorraine[6] (prétendante au trône d'Autriche) par son arrière-grand-mère paternelle, la princesse Clémentine de Belgique, celle-ci étant par son père, le roi Léopold II, petite-fille de Louise d’Orléans, première reine des Belges elle-même fille de Louis-Philippe, roi des Français, et étant par sa mère, l’archiduchesse Marie-Henriette d’Autriche, arrière-petite-fille de l'empereur Léopold II du Saint Empire et arrière-petite-nièce de la reine Marie-Antoinette ;
- à la maison de Savoie par sa trisaïeule paternelle, la princesse Clotilde de Savoie, fille du roi Victor-Emmanuel II, premier roi de l'Italie unifiée.

Par sa grand-mère maternelle, Chantal, duchesse de Castro, née Chantal de Chevron-Villette,, il est aussi apparenté à la famille noble d'origine savoyarde de Chevron-Villette.
Il est encore, à travers leur ancêtre commun, aïeul à la cinquième génération, le prince Jérôme Bonaparte, prince français, roi de Westphalie, parent au septième degré d'un petit-fils du roi Jérôme et de sa première épouse, l'Américaine Elizabeth Patterson-Bonaparte, Charles Joseph Bonaparte, nommé procureur général des États-Unis de 1906 à 1909 dans le cabinet du président Theodore Roosevelt.

### Mariage et descendance
Jean-Christophe Napoléon s'est fiancé en mars 2019 avec la comtesse Olympia von und zu Arco-Zinneberg (née à Munich le 4 janvier 1988), fille du comte Riprand von und zu Arco-Zinneberg (1955-2021) et de l’archiduchesse Maria Beatrice d'Autriche-Este (née en 1954), fille de l'archiduc Robert d'Autriche-Este et de la princesse Margherita de Savoie-Aoste. La comtesse Olympia est l'arrière-petite-fille du dernier empereur d'Autriche, Charles Ier et de l'impératrice Zita, et arrière-nièce sur six générations de l'impératrice des Français, Marie-Louise,. Ils se sont rencontrés en 2002, à occasion de la fête organisée pour les 18 ans du prince Félix de Luxembourg.
Le mariage civil a lieu le 17 octobre 2019 à l'hôtel de ville de Neuilly-sur-Seine et le mariage religieux deux jours plus tard en la cathédrale Saint-Louis-des-Invalides,,, en présence des membres des anciennes familles impériales française et autrichienne, des familles royales belge et luxembourgeoise, et d'autres invités notables.
Le prince et la princesse Napoléon sont les parents d'un fils, portant le prédicat d'altesse impériale, et le patronyme Napoléon Bonaparte : 
- le prince Louis Charles Riprand Victor Jérôme Marie, né le 7 décembre 2022 à Paris[18]. Il est baptisé le 13 mai 2023 à l'abbaye Saint-Michel de Farnborough (Royaume-Uni)[19].

### Formation et activités professionnelles
Après avoir étudié au collège et au lycée à l'Institution Saint-Dominique à Neuilly-sur-Seine, puis en classes préparatoires à Ipésup, Jean-Christophe Napoléon intègre HEC Paris en 2006 dont il sort diplômé en 2011. Il débute alors une carrière en banque d'affaires à New York où il travaille pour Morgan Stanley de 2011 à 2013 avant de déménager à Londres pour rejoindre Advent International. De 2015 à 2017, il est étudiant à la Harvard Business School et y obtient un MBA, après quoi il retourne à Londres et est embauché par Blackstone comme gestionnaire de capitaux privés au sein de la branche Private Equity.

### Chef de la famille impériale
Par un testament daté du 27 mai 1996, son grand-père paternel, Louis, prince Napoléon, chef de la famille impériale de France, le désigne comme son successeur direct, écartant ainsi le prince Charles, son fils aîné, auquel il reprochait son divorce et ses positions politiques. Jean-Marc Varaut fut chargé de faire respecter ce testament à titre d’exécuteur testamentaire et le rendit en conséquence public le 2 décembre 1997. 
À compter de la mort de son grand-père, survenue le 3 mai 1997, le prince Jean-Christophe devient prince Napoléon et chef de la famille impériale de France ; à partir de cette date, il est également considéré par les bonapartistes dynastiques comme empereur des Français de jure sous le nom de « Napoléon VII », successeur légitime de Napoléon Ier et de Napoléon III.
Son père, ayant contesté ces dispositions testamentaires, a cependant déclaré qu’il n’y aurait « jamais de conflits » entre eux. Dans une émission diffusée le 18 mars 2013 sur France 3, le père de Jean-Christophe Napoléon reconnaît son fils comme le chef de la famille impériale. Ils apparaissent ensuite côte à côte aux commémorations du bicentenaire de la bataille de Waterloo, le 18 juin 2015.
Malgré son départ de France en 2011 pour les États-Unis puis pour l'Angleterre, il « pense avoir un devoir d’engagement et de dévouement au service de la France » et souhaite « être un prince proche des préoccupations générales des Français, défendre une cause d’intérêt général, présenter des idées et les défendre, et contribuer à la promotion de notre patrimoine dans le monde ». 
Concernant son choix de résider à Londres, capitale du principal adversaire du fondateur de sa dynastie, il précise : « Il y a toujours eu une forme de respect mutuel, voire d'admiration, entre l'Angleterre et Napoléon ». Il rappelle notamment que l'empereur s'est inspiré de la Banque d'Angleterre pour créer la Banque de France ou encore que Napoléon III était proche de la reine Victoria. Ce dernier a d'ailleurs trouvé refuge outre-Manche après la fin de son règne : il y meurt en 1873 et sa sépulture s'y trouve toujours.
Ses apparitions publiques en France sont aujourd'hui très rares : il n'apparaît ainsi publiquement qu'une fois par an, à l'occasion de la cérémonie de commémoration de la mort de l'empereur Napoléon Ier, le 5 mai, aux Invalides.

## Titres et honneurs

### Titulature de courtoisie
Les titres portés actuellement par les membres de la maison Bonaparte n’ont pas d’existence juridique en République française et sont considérés comme des titres de courtoisie. Ils sont attribués par le « chef de maison ».
- 11 juillet 1986 – 2 décembre 1997 : Son Altesse Impériale le prince Jean-Christophe Napoléon Bonaparte[2],[17] (naissance) ;
- depuis le 2 décembre 1997 : Son Altesse Impériale le prince Napoléon (prétendant au trône).

La substitution du patronyme « Napoléon » au patronyme « Bonaparte » a été opérée durant les années d'exil par les chefs de la maison impériale à l'occasion de déclarations d'état civil rédigées à l'étranger sur déclarations verbales. La dignité de « prince français » s'applique quant à elle à tous les membres de la famille impériale éventuellement appelés à la succession héréditaire, selon l'article 9 de la constitution du 18 mai 1804, confirmé par l'article 6 du sénatus-consulte du 25 décembre 1852.
Le titre de « prince Napoléon » est un héritage introduit par l'arrière-arrière-grand-père du prince Jean-Christophe, le prince Napoléon-Jérôme Bonaparte, qui cherchait alors, au début du Second Empire, à manifester sa condition de « premier prince du sang » (titre étant de courtoisie puisqu'aucun titre nobiliaire particulier n'a jamais été conféré légalement à des membres de la famille Bonaparte – en dehors des titres attachés aux trônes distribués sous le Premier Empire – par Napoléon Ier ou Napoléon III). Une fois la succession impériale recueillie par la branche du prince Napoléon-Jérôme – descendante du prince Jérôme –, en 1879, ce titre devient celui du chef de la maison impériale.

### Distinctions
Royaume des Deux-Siciles
| Ordre sacré et militaire constantinien de Saint-Georges | Bailli grand-croix de justice avec collier et vice-président de la délégation royale de l'ordre sacré et militaire constantinien de Saint-Georges (ordre dynastique, obédience de son oncle le duc de Castro) |

## Sources
- Chantal de Badts de Cugnac et Guy Coutant de Saisseval, Le Petit Gotha, Paris, 2002 (989 pages, 25 cm), pp.  441-442  (ISBN 2-9507974-3-1).
- Jean-Fred Tourtchine, « Jean Christophe (Louis Ferdinand Albéric) Napoléon Bonaparte, prince français », in L’Empire des Français (tome II, page 128), collection « Les manuscrits du C.E.D.R.E. dictionnaire historique et généalogique », Cercle d’études des dynasties royales européennes (CEDRE), Paris, 1999-2000, 2 volumes (232 pages et 208 pages, 31 cm)  (ISSN 0993-3964).
- Philippe Delorme, Les Dynasties perdues, page 67 (préface du roi Siméon II de Bulgarie), Express Roularta éditeur, Paris, 2011 (236 pages, 21 cm)  (ISBN 978-2-84343-855-4).
- Eddie de Tassigny, Les Napoléonides : Généalogie de la quatrième dynastie, Éditions Mémodoc, 2012, 184 p.  (ISBN 9791090361003).